# Sanmu
Sanmu (山武市, Sanmu-shi), ibland transkriberat som Sammu, är en stad i den japanska prefekturen Chiba på den östra delen av ön Honshu. Den har cirka 55 000 invånare, och ingår i Tokyos storstadsområde. Staden bildades 27 mars 2006 genom en sammanslagning av kommunerna Hasunuma, Matsuo, Naruto och Sanbu. 